# ホルヘ・ソリス
ホルヘ・ソリス（Jorge Solis、1979年10月23日 - ）は、メキシコの元プロボクサー。ハリスコ州グアダラハラ出身。元WBA世界スーパーフェザー級暫定王者。
元IBF世界ライトフライ級王者ウリセス・ソリスは実弟。

## 来歴
1998年2月6日、メキシコでプロデビューし、3回TKO勝ちを収めた。
2001年10月27日、無敗（17勝1分）のままメキシコ・スーパーバンタム級王座を獲得した。
2003年6月6日、WBCラテンアメリカスーパーフェザー級王座決定戦に出場するも、1-1の判定ドローで王座獲得に失敗した。
2003年9月18日、メキシコ・フェザー級王座を獲得した。
2003年11月7日、WBCラテンアメリカスーパーフェザー級王座決定戦を争い引き分けだった因縁の相手、ウィルソン・アルコーロと再戦を行い、3-0の判定で降した。またこの試合はWBAフェデセントロフェザー級王座決定戦として行われたため、同王座の獲得に成功した。
2003年12月1日、クリストバル・クルスとノンタイトル10回戦を行い、3-0(99-91、98-92、97-93)の大差判定勝ちを収めた。
2007年4月14日、WBCインターナショナルスーパーフェザー級王者マニー・パッキャオに挑戦し、8回KO負けで王座獲得に失敗。プロキャリア初黒星となった。
2008年9月15日、WBA世界スーパーフェザー級王座挑戦者決定戦でホルヘ・サムディオと対戦し、4回TKO勝ちを収めた。
2009年1月31日、IBF世界フェザー級王座挑戦者決定戦でモンティ・メサ・クレイと対戦し、5回TKO勝ちを収めた。
2009年7月11日、かつてノンタイトル戦で勝利した経験があるIBF世界フェザー級王者クリストバル・クルスに挑戦し、0-3の判定負けで王座獲得に失敗し、クルスにリベンジを許す形となった。
2010年2月6日、WBA世界スーパーフェザー級暫定王者リカル・ラモスに挑戦し、7回KO勝ちで王座を獲得した。
2010年5月8日、王座防衛戦でマリオ・サンティアゴと対戦し、3-0の判定勝ちで初防衛に成功した。
2010年9月4日、王座防衛戦で23戦全勝であったフランシスコ・コルデロと対戦し、6回TKO勝ちで2度目の王座防衛に成功した。
2010年11月18日に同級正規王者内山高志との王座統一戦を2011年1月10日に行なうことが発表されたが、12月になってソリスが気管支肺炎を患い、試合をキャンセルした。サントス・ベナビデス（ニカラグア）とブライアン・バスケス（コスタリカ）によるWBA世界スーパーフェザー級暫定決定戦も行われることも同日に発表され、2011年11月3日にバスケスがベナビデスを破り暫定王者となった為、暫定王者が2人いるという異常事態に陥った。
2011年3月26日、WBA世界フェザー級スーパー王者ユリオルキス・ガンボアに挑戦し、5度のダウンを奪われた末に4回TKO負けで王座獲得に失敗した。
2011年12月31日、横浜で行われた正規王者内山高志との王座統一戦は正規王者の内山が11ヵ月ぶりの試合とは思えないほど優勢に試合を展開し、暫定王者のソリスも反撃を試みるも苦戦を強いられ、11回開始直後に内山がボディーからのフェイント気味に放った左フックがソリスの顔面を捕らえダウンを奪われ、そのままレフェリーストップとなり、11回0分19秒TKO負けで王座統一に失敗、1年10ヵ月守ってきた暫定王座も消滅した。この試合を最後に現役を引退した。

## 戦績
- アマチュアボクシング: 36戦 33勝 3敗
- プロボクシング: 48戦 41勝 (30KO) 4敗 2分 1無効試合

| 戦           | 日付           | 勝敗 | 時間     | 内容    | 対戦相手                         | 国籍           | 備考                                                  |
| ------------ | -------------- | ---- | -------- | ------- | -------------------------------- | -------------- | ----------------------------------------------------- |
| 1            | 1998年2月6日   | 勝利 | 3R       | TKO     | ベルナルド・トゥレ               | メキシコ       | プロデビュー戦                                        |
| 2            | 1998年2月27日  | 勝利 | 1R       | TKO     | ヒルベルト・アレラノ             | メキシコ       |                                                       |
| 3            | 1998年6月6日   | 勝利 | 3R       | TKO     | ハイメ・ナバ                     | メキシコ       |                                                       |
| 4            | 1998年7月10日  | 勝利 | 6R       | 判定3-0 | ヘクター・マンシナ               | メキシコ       |                                                       |
| 5            | 1998年9月5日   | 引分 | 4R       | 判定    | ファン・カルロス・ブレナ         | メキシコ       |                                                       |
| 6            | 1998年11月6日  | 勝利 | 2R       | KO      | ペデロ・アヤラ                   | メキシコ       |                                                       |
| 7            | 1999年3月26日  | 勝利 | 8R       | 判定3-0 | エンリケ・サワラ                 | メキシコ       |                                                       |
| 8            | 1999年3月26日  | 勝利 | 3R       | TKO     | エンリケ・サワラ                 | メキシコ       |                                                       |
| 9            | 1999年7月30日  | 勝利 | 3R       | TKO     | リカルド・サンチェス             | メキシコ       |                                                       |
| 10           | 1999年10月22日 | 勝利 | 1R       | TKO     | イスラエル・ゴンザレス           | メキシコ       |                                                       |
| 11           | 1999年12月17日 | 勝利 | 6R       | KO      | ファン・マヌエル・チャベス       | メキシコ       |                                                       |
| 12           | 2000年2月25日  | 勝利 | 5R       | TKO     | アルフレド・メンデス             | メキシコ       | メキシコハリスコ州フェザー級王座決定戦                |
| 13           | 2000年6月16日  | 勝利 | 1R       | TKO     | ミゲール・オチョア               | メキシコ       |                                                       |
| 14           | 2000年7月16日  | 勝利 | 3R       | KO      | ヘクター・マンシナ               | メキシコ       | メキシコハリスコ州フェザー級王座防衛1                 |
| 15           | 2000年9月2日   | 勝利 | 6R       | TKO     | ファン・ホセ・メンデス           | メキシコ       |                                                       |
| 16           | 2000年10月13日 | 勝利 | 3R       | TKO     | オスカー・ガリンド               | メキシコ       |                                                       |
| 17           | 2001年3月2日   | 勝利 | 3R       | TKO     | エルネスト・フェンテス           | メキシコ       |                                                       |
| 18           | 2001年8月24日  | 勝利 | 2R 2:37  | TKO     | ミゲール・オチョア               | メキシコ       |                                                       |
| 19           | 2001年10月27日 | 勝利 | 12R      | 判定2-0 | ルーベン・エスタニスラオ         | メキシコ       | メキシコスーパーバンタム級王座決定戦                  |
| 20           | 2001年12月21日 | 勝利 | 6R       | TKO     | ホルヘ・ムニョス                 | メキシコ       | メキシコスーパーバンタム級王座防衛1                   |
| 21           | 2002年4月6日   | 勝利 | 5R       | KO      | サミー・ベントゥーラ             | メキシコ       | メキシコスーパーバンタム級王座防衛2                   |
| 22           | 2002年7月21日  | 勝利 | 5R       | KO      | フェルナンド・アラニス           | メキシコ       | メキシコスーパーバンタム級王座防衛3                   |
| 23           | 2002年9月28日  | 勝利 | 5R       | TKO     | ホセ・ムラ                       | メキシコ       |                                                       |
| 24           | 2003年6月6日   | 引分 | 12R      | 判定1-1 | ウィルソン・アルコーロ           | コロンビア     | WBCラテンアメリカスーパーフェザー級王座決定戦         |
| 25           | 2003年9月18日  | 勝利 | 12R      | 判定3-0 | ホセ・ルイス・ツラ               | メキシコ       | メキシコフェザー級王座決定戦                          |
| 26           | 2003年11月7日  | 勝利 | 12R      | 判定3-0 | ウィルソン・アルコーロ           | コロンビア     | WBAフェデセントロフェザー級王座決定戦                 |
| 27           | 2003年12月11日 | 勝利 | 10R      | 判定3-0 | クリストバル・クルス             | メキシコ       |                                                       |
| 28           | 2004年3月19日  | 勝利 | 3R 1:24  | TKO     | オルランド・ソト                 | パナマ         | WBAフェデセントロ王座防衛1                            |
| 29           | 2004年6月25日  | 勝利 | 4R 1:48  | KO      | マルティン・サンチェス           | メキシコ       | メキシコフェザー級王座防衛1                           |
| 30           | 2004年9月17日  | －   | 3R       | NC      | ウンベルト・ソト                 | メキシコ       |                                                       |
| 31           | 2004年12月17日 | 勝利 | 9R       | TKO     | マーティン・フィン               | メキシコ       |                                                       |
| 32           | 2005年2月25日  | 勝利 | 12R      | 判定3-0 | ヘクター・ハビエル・マルケス     | メキシコ       | メキシコフェザー級王座防衛2                           |
| 33           | 2005年7月1日   | 勝利 | 5R 1:14  | TKO     | ニッキー・ベントス               | メキシコ       | メキシコフェザー級王座防衛3                           |
| 34           | 2006年1月14日  | 勝利 | 10R      | 判定3-0 | ヘクター・ハビエル・マルケス     | メキシコ       |                                                       |
| 35           | 2006年4月8日   | 勝利 | 3R終了   | TKO     | アダルベルト・ボルケス           | メキシコ       |                                                       |
| 36           | 2006年7月21日  | 勝利 | 10R      | 判定3-0 | リサルド・モレノ                 | メキシコ       |                                                       |
| 37           | 2007年1月25日  | 勝利 | 5R 1:10  | TKO     | フェルナンド・オマール・リサラガ | メキシコ       |                                                       |
| 38           | 2007年4月14日  | 敗北 | 8R 1:16  | KO      | マニー・パッキャオ               | フィリピン     | WBCインターナショナルスーパーフェザー級タイトルマッチ |
| 39           | 2007年8月18日  | 勝利 | 4R 1:59  | TKO     | サンティアゴ・アリオネ           | アルゼンチン   |                                                       |
| 40           | 2008年5月17日  | 勝利 | 10R      | 判定3-0 | ミゲル・ローマン                 | メキシコ       |                                                       |
| 41           | 2008年9月15日  | 勝利 | 4R 2:00  | TKO     | ホルヘ・サムディオ               | パナマ         | WBA世界スーパーフェザー級挑戦者決定戦                 |
| 42           | 2009年1月31日  | 勝利 | 5R       | TKO     | モンティ・メサ・クレイ           | アメリカ合衆国 | IBF世界フェザー級挑戦者決定戦                         |
| 43           | 2009年7月11日  | 敗北 | 12R      | 判定0-3 | クリストバル・クルス             | メキシコ       | IBF世界フェザー級タイトルマッチ                       |
| 44           | 2010年2月16日  | 勝利 | 7R 2:59  | KO      | リカル・ラモス                   | コロンビア     | WBA暫定・世界スーパーフェザー級タイトルマッチ         |
| 45           | 2010年5月8日   | 勝利 | 12R      | 判定3-0 | マリオ・サンティアゴ             | プエルトリコ   | WBA防衛1                                              |
| 46           | 2010年9月4日   | 勝利 | 6R 1:45  | TKO     | フランシスコ・コルデロ           | コロンビア     | WBA防衛2                                              |
| 47           | 2011年3月26日  | 敗北 | 4R 1:31  | TKO     | ユリオルキス・ガンボア           | キューバ       | WBA・IBF世界フェザー級タイトルマッチ                  |
| 48           | 2011年12月31日 | 敗北 | 11R 0:19 | TKO     | 内山高志 （ワタナベ）            | 日本           | WBA世界スーパーフェザー級王座統一戦                   |
| テンプレート |                |      |          |         |                                  |                |                                                       |

## 獲得タイトル
- メキシコハリスコ州フェザー級王座（防衛1）
- メキシコスーパーバンタム級王座（防衛3）
- メキシコフェザー級王座（防衛3）
- WBAフェデセントロフェザー級（防衛1）
- WBA世界スーパーフェザー級暫定王座（防衛2）